# Brácsaszonáta
A brácsaszonáta egy zenemű, szóló brácsára, gyakran (de nem mindig) zongora- vagy más billentyűs hangszer kíséretével, vagy a barokkban a Basso Continuo által.
Az első brácsaszonáta beazonosítása igen nehéz: egyrészt manapság sok viola da gamba szonáta átiratát játsszák, mint brácsaszonátát, másrészt a klasszicizmusban és a kora romantikában nem szerették a brácsát szólóhangszerként alkalmazni. Gyakori volt még, hogy a brácsaszonáták valamilyen szonátának „alternatív” hangszerei voltak: például Johannes Brahms a klarinétszonátájában alternatív hangszernek mélyhegedűt jelölt meg. Egyébként Brahms tett legtöbbet a brácsa-repertoárért.

## Brácsaszonáták listája
- Malcolm Arnold
  - Szonáta op. 17 brácsára és zongorára (1947)
- Arnold Bax
  - c-moll brácsaszonáta (1922)
  - Fantáziaszonáta brácsára és hárfára (1927)
- Arthur Benjamin
  - e-moll szonáta, 1942
- Arthur Bliss
  - Szonáta brácsára és zongorára
- York Bowen
  - Brácsaszonáták (c-moll, F-dúr)
- Johannes Brahms
  - F-dúr brácsaszonáta
  - Esz-dúr brácsaszonáta, op. 120 no. 1 és 2 klarinétszonáta átirata
- Arthur Butterworth
  - Brácsaszonáta
- Mario Castelnuovo-Tedesco
  - Szonáta brácsára és hárfára
- Paul Chihara
  - Szonáta brácsára és zongorára (1996)
- Rebecca Clarke
  - Szonáta brácsára és zongorára (1919)
- Carl Ditters von Dittersdorf
  - Szonáta brácsára és zongorára
- Felix Draeseke
  - c-moll brácsaszonáta (1892)
  - F-dúr brácsaszonáta (1901–2) eredetileg mindkettő viola altára.
- Georges Enesco
  - Előadási darab brácsára és zongorára
- Ross Lee Finney
  - Brácsaszonáta
- Robert Fuchs
  - d-moll brácsaszonáta op. 86
- Roberto Gerhard
  - Brácsaszonáta (1946)
- Millstein Glazunov
  - Op. 44-es elégia
- Mihail Ivanovics Glinka
  - d-moll brácsaszonáta (és fagott szonáta is) (és még befejezetlen is) (1835)
- Georg Friedrich Händel
  - Szonáta brácsára vagy gambára
- Hans Werner Henze
  - Brácsaszonáta (1979)
- Kurt Hessenberg
  - Brácsaszonáta op. 94
- Paul Hindemith
  - Brácsaszonáta zongorával vagy anélkül
- Vagn Holmboe
  - Brácsa-szólószonáta
- Arthur Honegger
  - Brácsaszonáta (1920)
- Alan Hovhaness
  - Campuan szonáta brácsára és zongorára (1982) ()
  - Brácsa-szólószonáta opus 423 ()
- Johann Nepomuk Hummel
  - Brácsaszonáta op. 5 no. 3, 1798.
  - Fantázia brácsára és zongorára
- Liszt Ferenc
  - Romance oubliée
- Gordon Jacob
  - Brácsaszonáta no. 1 (1949)
  - Brácsaszonáta no. 2 (1978)
- Paul Juon
  - Brácsaszonáta op. 15, D-dúr (1901)
  - Brácsa op. 82, f-moll (1923)
- Aram Hacsaturján
  - Brácsa-szólószonáta
- Friedrich Kiel
  - Brácsaszonáta op. 67, g-moll
- Ernst Krenek
  - Brácsaszonáta
- Victor Legley
  - Brácsaszonáta
- Bohuslav Martinu
  - Egy vagy két brácsaszonáta
- Felix Mendelssohn Bartholdy
  - c-moll brácsaszonáta (1824?)
- Darius Milhaud
  - 2 szonáta zongorára és brácsára
- Georges Onslow
  - 2 szonáta op. 16 (brácsa/cselló)
- Max Reger
  - op 49 no 1 és 2, illetve op 107 brácsaszonáták
- George Rochberg
  - f-moll brácsaszonáta (1979)
- Alessandro Rolla
  - Szonáta brácsára és continuora
- Nino Rota
  - C-dúr brácsaszonáta (1934–5, feldolgozás 1970)
- Anton Grigorjevics Rubinstejn
  - Brácsaszonáta op. 49, f-moll (1855)
- Peter Sculthorpe
  - Szonáta brácsára és ütősökre
- Franz Schubert
  - „Arpeggione” szonáta
- Robert Schumann
  - „Märchenilder” (=meseképek) brácsára és zongorára, Op.113
  - Adagio és Allegro, Op.70
- Dmitrij Sosztakovics
  - Sosztakovics: Brácsaszonáta op. 147, c-moll (1975)
- David Stanley Smith
  - Brácsaszonáta
- Szabó Ferenc
  - Szólószonáta brácsára (bemutatója: 2005. március 11.; Murin Jaroszláv tolmácsolásában)
- Eduard Tubin
  - Brácsaszonáta (1965)
- Moisei Vainberg
  - Brácsaszonáta opus 107 (1971)
  - Brácsaszonáta opus 123 (1978)
  - Brácsaszonáta opus 135 (1982)
  - Brácsaszonáta opus 136 (1983) ()
- Henri Vieuxtemps
  - B-dúr brácsaszonáta (1863 vagy korábban)